# ماركوس بكنغهام
ماركوس بكنغهام (بالإنجليزية: Marcus Buckingham)‏ هو متحدث تحفيزي وكاتب بريطاني، ولد في 11 يناير 1966 في Radlett ‏ في المملكة المتحدة.

## وصلات خارجية
- ماركوس بكنغهام على موقع ميوزك برينز (الإنجليزية)